# Daly City
Daly City ist eine Stadt im San Mateo County im US-Bundesstaat Kalifornien mit 104.901 Einwohnern (Stand: 2020). Die geographischen Koordinaten sind: 37° 41' 26" N, 122° 27' 56" W. Das Stadtgebiet hat eine Größe von 16,6 km². Die Stadt grenzt direkt ans südliche San Francisco.

## Geschichte
Ein Stadtteil von Daly City, Westlake, ist ein frühes Beispiel für eine geplant angelegte Vorstadt mit konformen kleinen Eigenheimen für die Mittelklasse. Der Ort inspirierte die durchreisende Liedermacherin Malvina Reynolds zu ihrem Song "Little Boxes".
Am 16. August 1942 landete das US-amerikanische Marineluftschiff L-8 als Geisterschiff ohne seine Besatzung in Daly City/Kalifornien. Die beiden Piloten bleiben verschollen.

## Söhne und Töchter der Stadt
- Mix Master Mike (* 1970), DJ
- DJ QBert (* 1969), DJ
- Sam Rockwell (* 1968), Schauspieler
- Dave Pelzer (* 1960), Schriftsteller